# Arrondissements de l'Ain

Les quatre arrondissements depuis 2017.

Le département de l'Ain comprend quatre arrondissements.

## Composition
| Nom                               | Code Insee | Superficie (km2) | Population (dernière pop. légale) | Densité (hab./km2) | Modifier             |
| --------------------------------- | ---------- | ---------------- | --------------------------------- | ------------------ | -------------------- |
| Arrondissement de Belley          | 011        | 1 584,20         | 126 468 (2022)                    | 80                 | modifier les données |
| Arrondissement de Bourg-en-Bresse | 012        | 2 873,70         | 345 948 (2022)                    | 120                | modifier les données |
| Arrondissement de Gex             | 013        | 404,90           | 104 770 (2022)                    | 259                | modifier les données |
| Arrondissement de Nantua          | 014        | 899,60           | 94 103 (2022)                     | 105                | modifier les données |
| Ain                               | 01         | 5 762,00         | 671 289 (2022)                    | 117                | modifier les données |

## Histoire

Arrondissements de l'Ain entre 1815 et 1926.

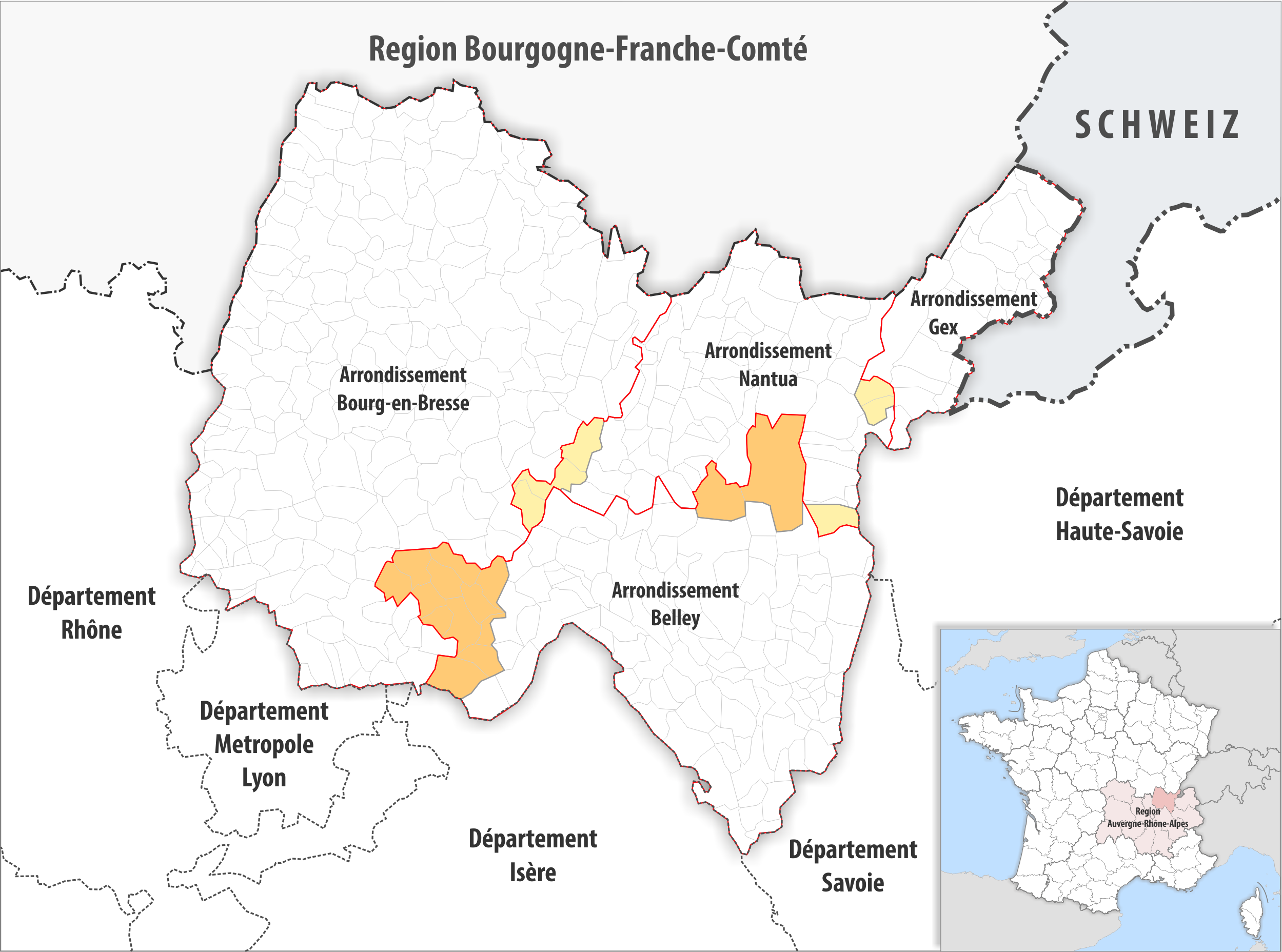
Modifications des arrondissements de l'Ain en 2017.

- 1790 : création du département avec neuf districts : Belley, Bourg, Gex, Montluel, Nantua, Pont-de-Vaux, Saint-Rambert, Trévoux, Châtillon-les-Dombes.
- 1800 : création des arrondissements : Belley, Bourg, Nantua, Trévoux.
- 1815 : création de l'arrondissement de Gex (qui a fait partie du département du Léman de 1798 à 1815).
- 1926 : suppression des arrondissements de Trévoux et de Gex.
- 1933 : restauration de l'arrondissement de Gex.
- 1967 : rattachement au département du Rhône de 6 communes de l'Ain (Crépieux-la-Pape, Rillieux, Genay, Montanay, Sathonay-Village et Sathonay-Camp) alors situées dans l'arrondissement de Bourg-en-Bresse[1].
- 2017 : modification des arrondissements en cohérence avec les nouvelles intercommunalités[2].